# Dědová
Dědová är en ort i Tjeckien.   Den ligger i regionen Pardubice, i den centrala delen av landet, 120 km öster om huvudstaden Prag. Dědová ligger 664 meter över havet och antalet invånare är 160.
Terrängen runt Dědová är platt söderut, men norrut är den kuperad. Runt Dědová är det ganska tätbefolkat, med 60 invånare per kvadratkilometer. Närmaste större samhälle är Žďár nad Sázavou Druhy, 19,7 km söder om Dědová. Omgivningarna runt Dědová är en mosaik av jordbruksmark och naturlig växtlighet.